# Xã Platte, Quận Taylor, Iowa
Xã Platte (tiếng Anh: Platte Township) là một xã thuộc quận Taylor, tiểu bang Iowa, Hoa Kỳ. Năm 2010, dân số của xã này là 1.581 người.